# Шорги
Шорги́ (чув. Шурка) — деревня в Красноармейском районе Чувашской Республики России.

## География
Деревня находится в северной части Чувашии, в пределах Чувашского плато, в зоне хвойно-широколиственных лесов, на расстоянии примерно 10 километров (по прямой) к востоку от села Красноармейского, административного центра района. Абсолютная высота — 148 метров над уровнем моря.

### Климат
Климат характеризуется как умеренно континентальный, с холодной снежной зимой и умеренно жарким летом. Средняя температура воздуха самого тёплого месяца (июля) — 18,8 °C; самого холодного (января) — −12 °C. Среднегодовое количество атмосферных осадков составляет 446 мм, из которых большая часть выпадает в тёплый период. Снежный покров держится 5 месяцев.

### Часовой пояс
Деревня Шорги, как и вся Чувашия, находится в часовой зоне МСК (московское время). Смещение применяемого времени относительно UTC составляет +3:00.

## Население
| 2010 | 2012 |
| ---- | ---- |
| 35   | ↗49  |

### Половой состав
По данным Всероссийской переписи населения 2010 года в гендерной структуре населения мужчины составляли 42,9 %, женщины — соответственно 57,1 %.

### Национальный состав
Согласно результатам переписи 2002 года, в национальной структуре населения чуваши составляли 100 % из 71 чел.